# 大泊 (越谷市)
大泊（おおどまり）は、埼玉県越谷市の大字。郵便番号は343-0044。

## 地理
埼玉県の東部地域で、越谷市の北部に位置する。北側で大字平方や平方南町、東側で大字船渡、南側で上間久里や千間台東に隣接する。西側では春日部市大枝に隣接する。新方川が南境界を流れる。せんげん台駅東口からも徒歩圏内にあり、ほぼ全域が宅地化している。

### 河川
- 新方川
- 会之堀川
- 沼田落し

## 歴史
かつては大泊村であった。

### 年表
- 1889年（明治22年）4月1日 町村制施行により、上間久里村、下間久里村、大里村、大泊村、平方村が合併し、南埼玉郡桜井村が成立、大泊村は桜井村の大字大泊となる。
- 1954年（昭和29年）11月3日 桜井村が南埼玉郡越ヶ谷町、大沢町、新方村、増林村、大袋村、荻島村、出羽村、蒲生村、大相模村と合併し越谷町が成立、越谷町の大字となる。
- 1958年（昭和33年）11月3日 - 市制施行し越谷市の大字となる。
- 1999年（平成11年）11月20日 - 間久里土地区画整理事業完了に伴い、大字大泊の一部が千間台東二丁目に編入。

## 世帯数と人口
2022年（令和4年）4月1日現在の世帯数と人口は以下の通りである。
| 町丁 | 世帯数    | 人口    |
| ---- | --------- | ------- |
| 大泊 | 2,584世帯 | 5,904人 |

## 小・中学校の学区
市立小・中学校に通う場合、学区（校区）は以下の通りとなる。
| 番地                                  | 小学校             | 中学校             |
| ------------------------------------- | ------------------ | ------------------ |
| 1〜532、568〜758、764〜803、822〜9999 | 越谷市立桜井小学校 | 越谷市立平方中学校 |
| 533〜5679                             | 越谷市立桜井小学校 | 越谷市立北陽中学校 |

## 交通
地内に鉄道は敷設されていない。

### 道路
- 国道4号
  - 日光街道
  - 越谷春日部バイパス
- 念仏橋通り
- 北高通り

## 施設
- 埼玉県立越谷北高等学校
- 越谷市立桜井小学校
- 越谷市 桜井交流館
- 安国寺
- 慈眼寺
- 香取神社
- 大泊公園
- 大泊ふれあい公園
- A-28児童遊園